# Грабовниця (гміна Мілич)
Грабовниця (пол. Grabownica) — село в Польщі, у гміні Мілич Мілицького повіту Нижньосілезького воєводства.
Населення — 85 осіб (2011).
У 1975-1998 роках село належало до Вроцлавського воєводства.

## Демографія
Демографічна структура станом на 31 березня 2011 року:
|          | Загалом | Допрацездатний вік | Працездатний вік | Постпрацездатний вік |
| -------- | ------- | ------------------ | ---------------- | -------------------- |
| Чоловіки | 43      | 9                  | 32               | 2                    |
| Жінки    | 42      | 9                  | 27               | 6                    |
| Разом    | 85      | 18                 | 59               | 8                    |